# Siliana Nord (délégation)
Siliana Nord est une délégation tunisienne dépendant du gouvernorat de Siliana.
En 2004, elle compte 26 102 habitants dont 12 909 hommes et 13 193 femmes répartis dans 5 761 ménages et 6 012 logements.